# Shawn Long
Shawn Long (Morgan City, Luisiana, 29 de enero de 1993) es un baloncestista estadounidense que pertenece a la plantilla del Levanga Hokkaido de la B.League. Con 2,06 metros de estatura, juega en la posición de ala-pívot.

## Trayectoria deportiva

### Universidad
Jugó cuatro temporadas con los Ragin' Cajuns de la Universidad de Luisiana-Lafayette, en las que promedió 17,3 puntos, 10,7 rebotes y 2,0 tapones por partido. En su primera temporada fue elegido novato del año de la Sun Belt Conference, tras promediar 15,5 puntos y 10,2 rebotes por partido, mientras que en las tres temporadas siuguientes apareció en el mejor quinteto de la conferencia. En su última temporada fue además elegido Jugador del Año de la Sun Belt.
El 23 de enero de 2016 se convirtió en el primer jugador de la historia de su universidad y de su conferencia en lograr más de 2.000 puntos y 1.000 rebotes en una temporada, en un partido ante Troy Trojans.

### Profesional
Tras no ser elegido en el Draft de la NBA de 2016, se unió a la plantilla de los Philadelphia 76ers para disputar las Ligas de Verano. El 8 de julio firmó contrato con los Sixers, pero fue despedido el 24 de octubre tras haber disputado siete partidos de pretemporada. Cinco días más tarde fue adquirido por los Delaware 87ers de la NBA D-League como jugador filial de los Sixers.
El 6 de marzo de 2017 es llamado por los Philadelphia 76ers para firmar un contrato por diez días debido a las muchas bajas por lesión. En su debut ese mismo día consiguió 13 puntos y 7 rebotes en apenas 15 minutos de juego ante Milwaukee Bucks.
En 2021, firma por el Levanga Hokkaido de la B.League japonesa.